# Cornelia van der Mijn
Cornelia van der Mijn (* Oktober 1709 in Amsterdam, getauft am 29. Oktober 1709 in der Westerkerk; † nach 1772  London) war eine niederländische Malerin von Stillleben und Porträts.

## Leben und Werk
Cornelia van der Mijn wurde als Tochter des Porträt-, Stillleben- und Historienmalers Herman van der Mijn (1684–1741) und Susanna Bloemendaal geboren. Sie hatte zwei Schwestern und ihre fünf Brüder, Gerard (1706–nach 1761), Andreas (1714–nach 1777), Frans (1719–1783), Robert (1724–nach 1764) und George van der Mijn (um 1727–1763) waren ebenfalls Maler. Ihr Vater war als Maler neben Amsterdam auch in Antwerpen (ab 1712/13 und nach 1716) und Düsseldorf (vor 1716) tätig. Vermutlich nahm er seine Familie mit. Beim zweiten Aufenthalt in Antwerpen liefen die Geschäfte schlecht. Um 1722 nutzte Van der Mijn dankbar die Gelegenheit, die ihm ein englischer Adliger bot, um in London sein Glück als Maler zu versuchen. Seine Familie, seine Mutter und seine Schwester Agatha, die ebenfalls Malerin war, begleiteten ihn.

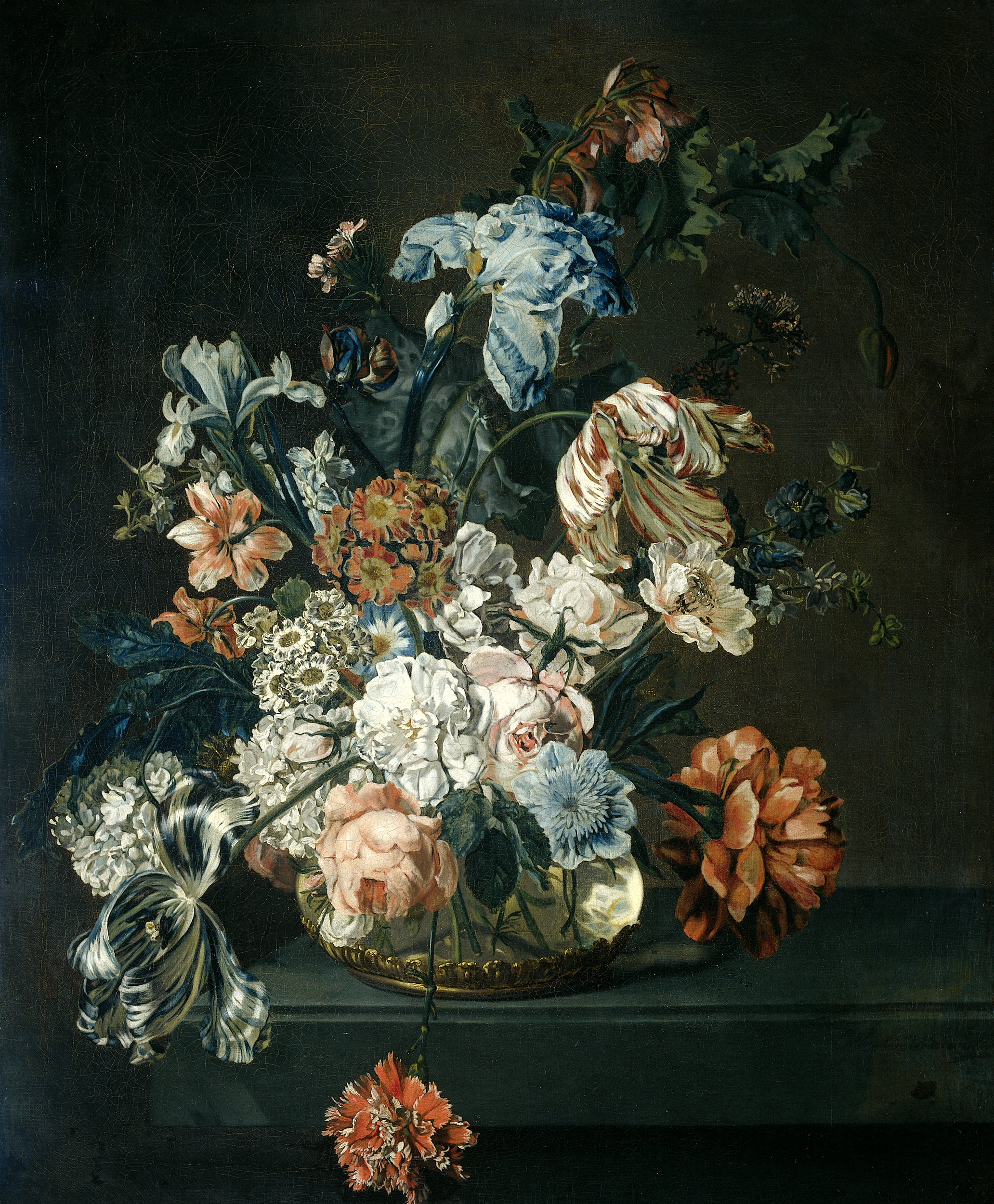
Blumenstillleben, 1762

Cornelia van der Mijn lernte sie wie ihre Brüder die Malerei von ihrem Vater, der als Blumen- und Obstmaler begann, später aber hauptsächlich Porträts malte. Der Maler und Autor Johan van Gool, der die Familie 1727 in London besuchte, schrieb 1751 über sie: „Cornelia van der Mijn [...] ist eine künstlerische Porträt- und Blumenmalerin; Sie übt die Kunst in London mit Ruhm aus und hat viel zu tun“ Van der Mijn nannte sich vermutlich „Mrs van der Mijn“, deren Porträts und Stillleben zwischen 1764 und 1772 auf den Ausstellungen der Free Society of Artists in London ausgestellt wurden.
Es sind keine Porträts von Cornelia van der Mijn mehr bekannt. Auch ihr Selbstporträt „vor ihrer Staffelei sitzend, auf der sich ein von ihr gemaltes Landschaftsbild befindet“, das sich 1780 noch im Besitz von Abraham Cortebrant in Den Haag befand, ist verschollen. Ein vollständig signiertes und datiertes Blumenstillleben aus dem Jahr 1762 ist erhalten geblieben und befindet sich im Rijksmuseum Amsterdam. Da sich ihr Vater, ihre Brüder und ihre Tante alle mit den gleichen Genres der Malerei beschäftigten, kann es sein, dass sich unter den ihnen zugeschriebenen Stücke Werke von Cornelia van der Mijn befinden.